# Hajdučka Republika Mijata Tomića
Hajdučka Republika Mijata Tomića (République haïdouk de Mijat Tomić en croate)  est une micronation en Bosnie-Herzégovine.

## Géographie
La république se situe entre les montagnes de Veliki Vran et de Čvrsnica, au milieu du parc naturel de Blidinje, à l'ouest de l'Herzégovine.

## Histoire
Le fondateur et le seul souverain est le propriétaire du motel Vinko Vukoja Lastvić. La république est fondée le 29 juin 2002 et doit son nom au haïdouk Mijat Tomić (en), un héros local du XVIIe siècle qui s'est caché dans les grottes. Son siège est le motel Hajdučke vrleti de son propriétaire et chef d'État.
À l'origine, il n'y a pas de projet précis. Les revendications viennent lorsque le propriétaire du motel connaît des problèmes de connexion au réseau électrique. Comme le territoire n'est pas réclamé par les communes alentour (Posušje, Tomislavgrad ou Jablanica), aucune ne veut prendre ce problème à sa charge, le renvoyant aux deux autres. Finalement il finance lui-même les frais. Comme personne ne revendique le territoire du motel, finalement les habitants proclament leur propre république.
Le jour de la proclamation, la SFOR est alertée, arrive et repart le jour même après quelques explications. La république n'a pas d'ambitions séparatiste ou hégémoniques.
Avec cette contestation amusante, le motel devient l'un des endroits les plus populaires de l'Herzégovine occidentale. Chaque année se tient la manifestation "Triba slagat i ostat živ" ("Mentir et rester en vie") ; tout le monde est le bienvenu, sauf les politiciens, considérés comme des voleurs. Elle attire l'attention des médias de l'ex-Yougoslavie.
Le 16 octobre 2009, le président Vinko Vukoja meurt dans un accident de voiture. Sa fille Marija hérite du poste de chef de la micronation.

## Constitution
Le pouvoir exécutif est composé de 73 ministères. Outre les classiques, il en existe certains humoristiques : les cas non résolus, divertissement et plaisir, pour la protection des hommes des femmes violentes, vin, jambon cru et loisirs, les hommes non mariés, les fausses blondes, la faillite des transporteurs privés, la faillite des transporteurs privés (conducteurs de camions et d'autobus), la provocation, l'alcoolisme et les femmes faciles.
Il est interdit de former des partis politiques et de se livrer à des activités politiques car « cela menace l'ordre juridique et la santé du peuple ».
La république a son consul et son porte-parole.
En accord avec la mairie de Dubrovnik, le président devient consul honoraire de la ville. Hajdučka Republika possède aussi des consuls dans le Colorado, en Slovénie et en Suisse.
La république a sa Constitution, son drapeau, son passeport, son territoire et ses frontières. Toutefois la diversité politique n'est pas admise, car dangereuse pour la santé. Le pouvoir judiciaire est exercé par la "garde des haïdouks". Toutefois ce titre n'existe que sur le papier.
Le drapeau sur fond blanc comprend sur le coin supérieur gauche les armoiries de l'État, un échiquier rouge-blanc et au milieu, entouré de bleu, le portrait de Mijat Tomić.
L'hymne est un ganga : Sv. Ante platit ću ti misu, samo kaži koji naši nisu. Le jour de la fête nationale est le 5 juin.

## Monnaie
La devise de la république s'appelle "Kubura".